# Lego Marvel Super Heroes
Lego Marvel Super Heroes ist ein Action-Adventure aus dem Jahr 2013, das von Traveller’s Tales entwickelt und von Warner Bros. Interactive Entertainment für PlayStation 3, Xbox 360, Wii U, PlayStation 4, Xbox One, Nintendo Switch und Microsoft Windows veröffentlicht wurde. Eine Fassung für OS X wurde von Feral Interactive herausgegeben wurde. Die Handheld-Version des Spiels von TT Fusion wurde unter dem Titel Lego Marvel Super Heroes: Universe in Peril für iOS, Android, Nintendo DS, Nintendo 3DS und PlayStation Vita veröffentlicht. Eine Nintendo-Switch-Version wurde am 8. Oktober 2021 veröffentlicht.

## Spielprinzip
Das Spiel bietet ein ähnliches Spielprinzip wie andere Lego-Titel, z. B. Lego Star Wars: Die komplette Saga und Lego Batman: Das Videospiel, und wechselt zwischen verschiedenen Action-Adventure-Sequenzen und Szenarien zur Lösung von Rätseln. In der Handlung des Spiels schließen sich verschiedene Helden aus dem Marvel-Universum zusammen, um die Pläne von Doctor Doom und Loki zu durchkreuzen, die auch eine Reihe von Schurken rekrutiert haben, um ihnen zu helfen, und versuchen, die Erde mit dem Doom Ray of Doom zu erobern.

## Rezeption
Lego Marvel Super Heroes erhielt allgemein positive Kritiken. IGN gab dem Spiel 9 von 10 Punkten. Steve Hannley von Hardcore Gamer gab dem Spiel 4/5 und nannte es „eines der besten Marvel-Spiele dieser Generation“. Game Informer hat dem Spiel 9 von 10 Punkten gegeben. 8,5 von 10 Punkten gab Polygon dem Spiel.
Das Spiel ist derzeit das meistverkaufte Lego-Videospiel aller Zeiten.

## Fortsetzung
Ein Spin-Off mit dem Titel Lego Marvel's Avengers wurde am 26. Januar 2016 und eine Fortsetzung mit dem Titel Lego Marvel Super Heroes 2 am 14. November 2017 veröffentlicht.

## Auszeichnungen
Das Spiel wurde für drei BAFTA Awards und einen NAVGTR Award nominiert.